# Guerra Gosannen
A Guerra Gosannen (后三年合戦, , Gosannen Kassen), também conhecido por Segunda Guerra dos Três Anos, foi travada durante o Período Heian na Província de Mutsu no extremo norte da principal ilha do Japão (Honshu). Embora alguns estudiosos datem a guerra no período de 1086-1089, outros afirmam que ela ocorreu alguns anos antes, entre 1083-1087. Como a Guerra Zenkunen que a precedeu, e os vários conflitos que se seguiram, a Guerra Gosannen foi uma luta por poder dentro dos clãs rivais da época.

## Os fatos
Neste caso em particular, o que deu origem a guerra foi uma série de lutas dentro do clã Kiyohara (por vezes referido como Kiyowara), que se ampliaram como resultado das relações dos vários ramos do clã com outros clãs, muitas dessas advindas através do casamento. Essas brigas, e os distúrbios associados a ela, finalmente chegaram ao ponto de que a interferência externa tornou-se necessária.
Minamoto no Yoshiie, que se tornou governador da Província de Mutsu em 1083, procurou sufocar a luta entre Kiyohara no Masahira, Kiyohara no Iehira, e Kiyohara no Narihira, os chefes dos principais ramos da família.
Nos primeiros esforços diplomáticos de Yoshiie ocorreram alguns progressos, mas não foram suficientes para sufocar a luta, então foi obrigado a trazer seus próprios guerreiros. No começo, não apoiava nenhum lado. Nem Kiyohara no Iehira, nem de seu meio-irmão Fujiwara no Kiyohira, nem de Kiyohara no Sanehira, mas após a morte de Sanehira, Yoshiie passa a se voltar contra Iehira.
Yoshiie ataca Iehira no Forte Numa, mas foi incapaz de penetrar suas defesas; Yoshiie perde muitos homens devido ao frio e a falta de suprimentos.
Iehira então estabelece um acampamento em torno do Forte Kanezawa controlada por Yoshiie, junto com as forças de seu tio Kiyohara no Takahira. Depois de um período de inatividade e relativa paz, Yoshiie lança um cerco a este acampamento, junto com seu irmão Minamoto no Yoshimitsu, que viera de Kyoto.
Aproximando-se da fortaleza, Yoshiie notou várias gruas emergindo apressadamente e desordenadamente na floresta, indicando-lhe que uma emboscada fora criada entre as árvores. O cerco arrastou-se por vários meses, mas acabou por ser bem sucedido após um assalto à fortaleza com a ajuda de Fujiwara no Kiyohira.
Foi nessa Batalha que o famoso futuro samurai Kamakura Gongorō Kagemasa, foi ferido no olho, nessa época ele contava com 16 anos.
Grande parte da guerra é retratada em um emaki (narração escrita em pergaminho), o Kassen Gosannen Emaki, que hoje está no Museu Watanabe em Tottori.